# Ерскін Гамільтон Чайлдерс
Ерскін Гамільтон Чайлдерс (англ. Erskine Hamilton Childers; 11 грудня 1905, Лондон — 17 листопада 1974, Дублін) — ірландський політик, четвертий президент країни.

### Ранні роки та освіта
Ерскін Чайлдерс народився в Лондоні у відомій англо-ірландській родині. Його батьком був Ерскін Чайлдерс-старший, відомий письменник і політичний діяч, який активно підтримував ірландський націоналізм і був страчений у 1922 році під час громадянської війни в Ірландії. Після смерті батька, Ерскін молодший провів більшу частину свого дитинства в Ірландії.
Він здобув освіту у Великобританії, навчався у Гейлберійській школі, а згодом вступив до Кембриджського університету, де вивчав історію.

### Політична кар'єра
Чайлдерс повернувся до Ірландії у 1931 році і розпочав свою кар'єру на державній службі. Він швидко приєднався до ірландської політичної партії Фіанна Файл і був обраний до Дойл Ерен (нижня палата парламенту Ірландії) у 1938 році, де представляв округ Атлон-Лонгфорд.
Протягом своєї політичної кар'єри Чайлдерс займав різні важливі посади:
- Міністр пошти і телеграфу (1951–1954)
- Міністр транспорту і енергетики (1959–1961)
- Міністр охорони здоров'я (1961–1969)
- Віцепрем'єр і міністр місцевого самоврядування (1969–1973)

Усі ці посади дозволили йому внести вагомий вклад у розвиток інфраструктури, телекомунікацій і системи охорони здоров'я в Ірландії.

### Президентство
У 1973 році Чайлдерс був обраний президентом Ірландії, незважаючи на те, що він вважався відносно маловідомою фігурою на міжнародній арені. Його президентство було відзначене прагненням зміцнити роль президента як національного символу та представника Ірландії на міжнародній арені.
Однак його президентський термін був коротким. 17 листопада 1974 року Ерскін Гамільтон Чайлдерс раптово помер від серцевого нападу в Дубліні, завершивши своє президентство менше ніж через два роки після вступу на посаду.

### Спадщина
Ерскін Чайлдерс залишив після себе спадщину людини, яка щиро служила своїй країні. Хоча його президентство було коротким, його робота на різних міністерських посадах значною мірою сприяла модернізації Ірландії в середині XX століття. Чайлдерс був відданим прихильником ірландського суверенітету та розвитку національної ідентичності.
Він залишається однією з важливих фігур в історії Ірландії, чий вплив відчувався у різних сферах життя країни.

## Кар'єра
У 1951—1954, 1959—1961 та 1966—1969 роках був міністром пошти й телеграфу. Від 1957 до 1959 року очолював міністерство земель, а від 1959 до 1969 — міністерство транспорту й енергетики. У 1969—1973 роках обіймав посаду міністра охорони здоров'я. У червні 1973 року став президентом Ірландії й перебував на тому посту до самої своєї смерті в листопаді 1974 року.